# Enicospilus perseus
Enicospilus perseus là một loài tò vò trong họ Ichneumonidae.